# Bouchetia procumbens
Bouchetia procumbens là loài thực vật có hoa trong họ Cà. Loài này được DC. ex Dunal mô tả khoa học đầu tiên năm 1852.